# Davíð Örn Atlason
Davíð Örn Atlason (18 agosto 1994) è un calciatore islandese, difensore del Víkingur.

## Palmarès

### Club

#### Competizioni nazionali
- Campionato islandese: 1

Víkingur: 2023
- Coppa d'Islanda: 3

Víkingur: 2019, 2022, 2023
- Supercoppa d'Islanda: 1

Víkingur: 2022